# Нікольський (Моркинський район)
Ніко́льський (рос. Никольский, марій. Никольский почиҥга) — починок у складі Моркинського району Марій Ел, Росія. Входить до складу Коркатовського сільського поселення.

## Населення
Населення — 40 осіб (2010; 55 у 2002).
Національний склад (станом на 2002 рік):
- лучні марійці — 96 %